# Калужняцький Омелян Ієронімович
Омелян Ієронімович Калужняцький (нім. Emil Kałužniacki; 23 січня 1845, с. Тур'є, Старосамбірський район, Львівська область — 3 липня 1914, Чернівці) — український науковець (філолог, славіст, палеограф, фольклорист) і громадський діяч на Буковині.

## Біографія
Навчався в окружній головній школі з німецькою мовою викладання при василіянському монастирі в Лаврові ().
У 1863 році — після закінчення Самбірської гімназії вступив до Львівського університету, а з жовтня 1865 навчався у Віденському університеті, де вивчав філологію, історію і філософію під керівництвом професорів Міклошича, Фоллера, Ашбаха, Єгера і Ціммермана.
Протягом 1868–1874 викладав у гімназіях Кракова, Ряшіва і Львова.
З 1875 року на науково-викладацькій роботі в Чернівецькому університеті.
1886–1887 — декан філософського факультету.
1889–1890 — ректор університету.
До кінця працював в Чернівецькому університеті.
Похований на «Центральному (Руському) кладовищі» міста Чернівці.

## Громадська діяльність
Протягом 1881–1884 був Головою товариства «Руська бесіда» на Буковині.
За поглядами — москвофіл. Належав до табору «консервативних русинів». Був одним із організаторів створення політичної організації «Народная Рада», яку було засновано 21 травня 1893 року в селі Дорошівці у будинку о. Євсебія (Андрійчука) за присутності відомого українофоба та «румунізатора» Буковини — митрополита Сильвестра (Мораріу-Андрієвича).
Після відходу з «Народной Ради» Миколи Василька та Володимира Филиповича організація практично розвалилась.
1889–1890 — посол Буковинського крайового сейму (за посадою — як ректор університету).

## Наукова діяльність
Омелян Калужняцький прославився як філолог, славіст, палеограф, фольклорист.
З науковими цілями здійснив три великі подорожі:
- березень-жовтень 1877 — Київ, Москва, Петербург, Вільно, Кенігзберг, Берлін, Бреслау, Прага.
- влітку 1884 — по Балканах.
- влітку 1892 — по монастирях Північної Молдови. У наступні роки — по Карпатах.

1875 — став професором порівняльної філології Чернівецького університету.
1887 — став почесним доктором того ж університету.
З 1890 — член-кореспондент Румунської АН, а з 1891 Санкт-Петербургської АН.
Автор нарису «Русинська мова і література» (1899) — першої спроби вивчення українського мовного і літературного процесу на Буковині від давньоруських часів до кінця 19 ст.
Досліджував давньорусько-українські, молдавські та ін. пам'ятки:
- «Огляд слов'яноруських пам'яток мови й письменства, що зберігаються в бібліотеках і архівах львівських» (1877);
- «Пам'ятки старослов'янської мови», т. 1. Путнянське Євангеліє (1888);
- «Кристинопільський Апостол» (1896);
- «Молдавські та мунтянські документи з архівів міста Львова» (1878);
- «Кирилівське письмо у румунів» (опубл. 1915).

Вивчав впливи церковнослов'янської мови на румунську, румунські впливи в українських та говорах інших мов Карпатського регіону.
Усього більше 50 наукових праць.